# Po'alej Cijon
Poalej Cijon (hebrejsky פועלי ציון‎, doslova „Dělníci Sijónu“) bylo marxisticko-sionistické dělnické hnutí vzniklé v různých městech carského Ruska, ale i v jiných částech Evropy a mimoevropských zemích na počátku 20. století.

## Historie
Hnutí vzniklo poté, co židovský dělnický Bund odmítl sionismus. První moderní hnutí Po'alej Cijon v klasickém smyslu bylo založené v roce 1901 v ruském Minsku (dnešní Bělorusko). V mandátní Palestině se hnutí Po'alej Cijon přetransformovalo v roce 1919 v politickou stranu Achdut ha-avoda.
Teoretikem hnutí byl Ber Borochov.
Zakladatelskou osobností hnutí Poalej Cion v českých zemích byl Max Hickl, majitel nakladatelství Jüdischer Buch- und Kunstverlag Brünn, který hnutí podporoval nejen aktivní politickou činností, ale rovněž vydáváním sionistické literatury, novin a časopisů.